# Protoangiospermes
— non classé —
Les Protoangiospermes ou Paléodicotylédones (Protoangiospermae) forment un groupe basal des Angiospermes.
Ce sont donc les premières Angiospermes apparues sur Terre.
C'est un groupe paraphylétique, raison pour laquelle ce groupe est peu utilisé dans la littérature scientifique.
Ils possèdent des caractères archaïques : fleur spiralée, périanthe à tépales, pollen monoaperturé (à un pore), carpelles libres.
Selon les analyses moléculaires, les botanistes distinguent les Angiospermes basales.
- groupe des Protoangiospermes
  - ordre Amborellales
    - famille Amborellaceae

  - ordre Austrobaileyales
    - famille Austrobaileyaceae
    - famille Schisandraceae
    - famille Trimeniaceae

  - ordre Chloranthales
    - famille Chloranthaceae

  - ordre Nymphaeales
    - famille Cabombaceae
    - famille Hydatellaceae
    - famille Nymphaeaceae

et peut-être Ceratophyllales